# Derek Heartfield
Derek Heartfield Murakami Haruki japán író kitalált szereplője a Hallgasd a szél dalát! című regényében.
A regény szerint Heartfiled 1909-ben született Ohio államban, apja távirdász, anyja pedig „csillagjóslásban és süteménykészítésben jeleskedő, telt asszony” volt. Magányos gyerekként képregényeket és ponyvamagazinokat olvasott. Heartfieldből író lett, ötödik novelláját 1930-ban közölte a Weird Tales. Rengeteget írt, a halála előtti évben már havi 25 ívet. Művei túlnyomó része kaland- és fantasztikus regény, e kettő variációjából született Waldo-sorozata. Heartfield fegyvergyűjtő volt. 1938-ban, miután meghalt az anyja, levetette magát az Empire State Buildingről. Egyik kezében Hitler arcképe, másikban egy esernyő volt. Sírján az alábbi, Nietzschének tulajdonított szavak vannak: „Honnan tudhatná a nappali fény, milyen mély az éjszaka sötétje?”
Derek Heartfield a regényben a főhős irodalmi mestere, bevallása szerint tőle tanulta a legtöbbet az írás terén, habár a szerzőt terméketlennek, stílusát akadozónak, témáit gyerekesnek tartja.

## Heartfield művei
- Másfél kör a szivárvány körül [4]
- Kutak a Marson [5]
- Mi a rossz abban, ha jól érzem magam?[6]